# Mukim Labu

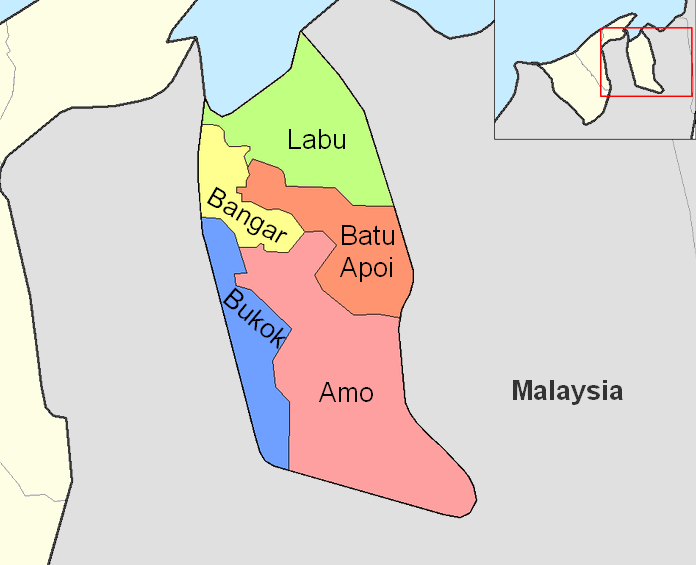
Mukimy dystryktu Temburong

Labu – mukim w północno-wschodniej części dystryktu Temburong w Brunei. Jest drugim co do wielkości mukimem tego dystryktu. Jego powierzchnia wynosi 292 km². 
Do większych rzek przepływających przez mukim Labu należą: Sungai Labu, Sungai Temburong, Sungai Melimbai oraz Alon Besar. Północną jego część stanowi obszar chroniony Labu Forest Reserve. Mukim z zachodu na wschód przecina droga Jalan Labu.
W 2005 roku mukim zamieszkiwały 694 osoby. 70% stanowili Malaje, 16% Muruci a 14% inne nacje. Spośród nich 65% zatrudnionych było w sektorze rządowym, 10% w prywatnym, 10% było rolnikami i 2% biznesmenami.
Na terenie mukimu znajdują się m.in.: 3 szkoły podstawowe (Labu Estate Primary School, Senukoh Primary School oraz Piasau-Piasau Primary School), przychodnia Labu Health Clinic oraz park rekreacyjny Bukit Patoi Recreational Park.
W skład mukimu wchodzi obecnie 5 wsi (mal. kampong): 
- Ayam-Ayam
- Labu Estate
- Payau
- Piasau-Piasau
- Senukoh